# Ненашев, Михаил Фёдорович
Михаи́л Фёдорович Нена́шев (10 ноября 1929, с. Бородиновка, Варненский район, Челябинская область — 15 декабря 2019, Москва) — советский, российский государственный деятель, журналист, публицист, редактор, учёный-историк, педагог. Председатель Гостелерадио СССР (1989—1990), председатель Государственного комитета СССР по делам издательств, полиграфии и книжной торговли (1986—1989), главный редактор газеты «Советская Россия» (1978—1986). Кандидат в члены ЦК КПСС (1981—1989), член ЦК КПСС (1989—1991).
Доктор исторических наук (1979), профессор (1981). Заслуженный работник культуры Российской Федерации (1998). Лауреат Премии правительства РФ (2016).

## Биография

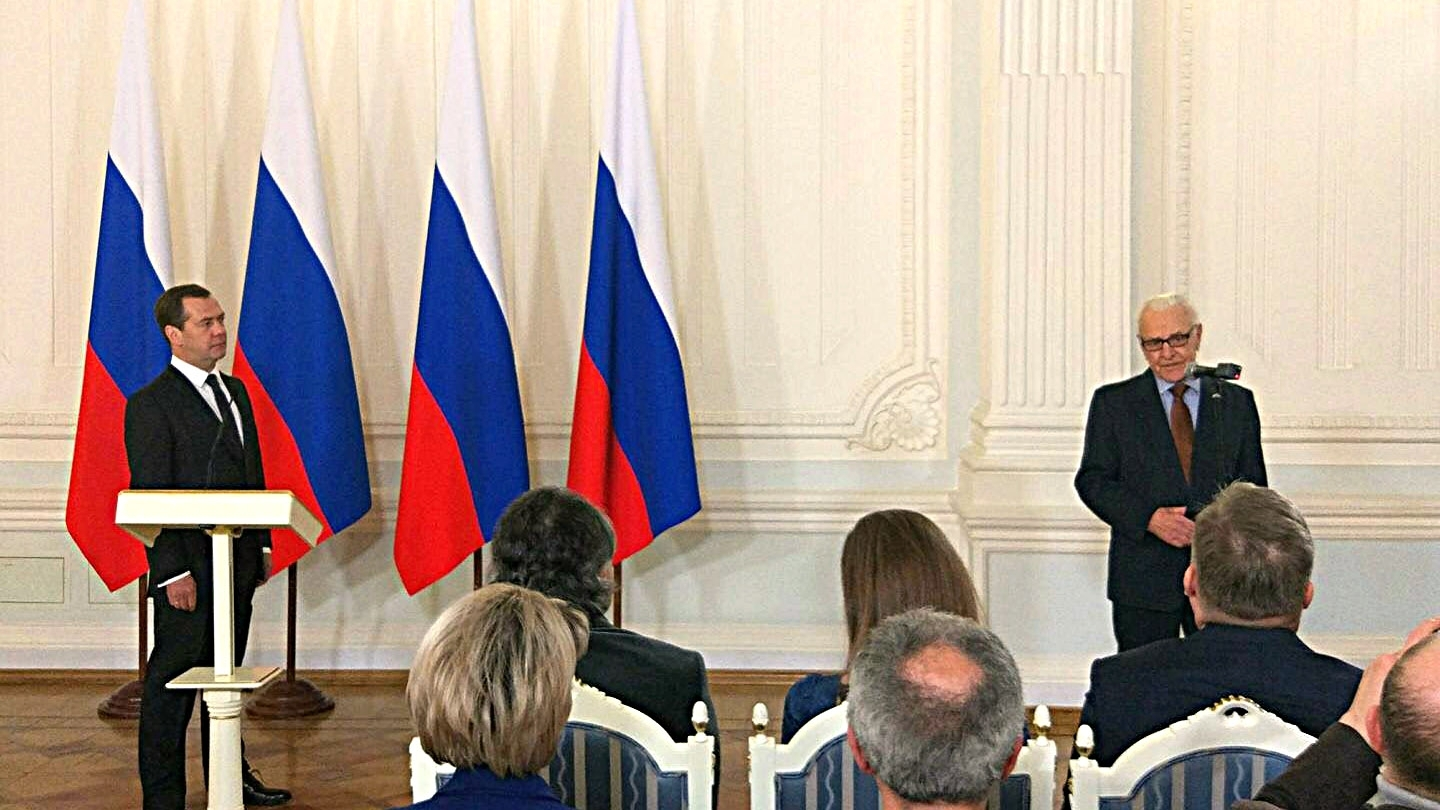
Дмитрий Медведев и Михаил Ненашев 13 января 2017 года

Родился в с. Бородиновка Варненского района Челябинской области.
В 1947—1952 гг. учился на историко-филологическом факультете Магнитогорского государственного педагогического института (ныне Магнитогорский государственный университет).
В 1952—1955 гг. учился в аспирантуре Ленинградского планово-экономического института. В 1955 году защитил диссертацию «Ленинское учение о революционной ситуации и его значение в борьбе Коммунистической партии за победу Великой Октябрьской социалистической революции» на соискание учёной степени кандидата исторических наук.
В 1956—1963 гг. работал ассистентом, доцентом, заведующим кафедрой марксизма-ленинизма Магнитогорского горно-металлургического института (ныне технический университет).
В 1963—1967 гг. работал вторым секретарём Магнитогорского горкома КПСС. В 1967—1975 гг. работал заведующим отделом науки и учебных заведений, затем секретарём Челябинского обкома КПСС. В 1975—1978 гг. работал заместителем заведующего Отделом пропаганды ЦК КПСС.
В 1978—1986 гг. главный редактор газеты «Советская Россия». 
В 1979 году защитил диссертацию «Деятельность КПСС по повышению эффективности идейно-воспитательной работы в условиях развитого социализма» на соискание учёной степени доктора исторических наук. 

По свидетельству А. Черняева
Ненашев за год-полтора сумел превратить «Советскую Россию» в самую интересную и самую читаемую из всех центральных газет — острую, смелую, откровенную, грамотную публицистически, свежую по постановке проблем, по охвату вопросов, по глубине и честности подхода ко всем нашим делам.

В это время «Советская Россия» оказалась в состоянии непрерывных конфликтов с властями Краснодара (С. Медунов), Калининской области (первый секретарь обкома П. Леонов), Ярославля (первый секретарь обкома Ф. И. Лощенков), с Омским обкомом (первый секретарь С. И. Манякин), властями Чечено-Ингушской и Северо-Осетинской автономных республик. 
Газета была в сложных отношениях и в частых конфликтах с В. В. Гришиным, который не терпел критических выступлений газет по Москве. 

Как вспоминает сам Ненашев 
Мне не хватило бы и страницы, чтобы перечислить области, края, республики и партийных, советских руководителей, с которыми «Советская Россия» находилась в состоянии постоянного противоборства. <...> Закончилась эта краснодарская история беспрецедентным решением ЦК КПСС об исключении из членов ЦК Медунова и Щелокова. До сих пор слышу прозвучавший в Свердловском зале Кремля на июньском Пленуме ЦК КПСС 1983 года негромкий голос Ю. В. Андропова, обращенный к исключенным: «Прошу покинуть зал заседания». Он звучал как голос запоздалой справедливости.
В 1986 г. снят с должности редактора, поскольку несколько первых секретарей обкомов написали Горбачеву коллективный донос на Ненашева — «расстреливает партию».
С февраля 1986 по май 1989 — председатель Государственного комитета СССР по делам издательств, полиграфии и книжной торговли.
В мае 1989 — ноябре 1990 — председатель Государственного комитета СССР по телевидению и радиовещанию (Гостелерадио СССР). В это время обрели популярность телепрограммы «Время», «До и после полуночи», «600 секунд». Начались прямые трансляции со съездов народных депутатов СССР и Верховного Совета РСФСР.
В ноябре 1990 — апреле 1991 — председатель Государственного комитета СССР по печати. С июля по ноябрь 1991 — министр печати и информации СССР.
В 1993 году выпустил два тома мемуаров «Заложник времени» и «Последнее правительство СССР».
В 1994—2006 годах возглавлял государственное издательство «Русская книга».
В 2006 году создал кафедру периодической печати в Московском государственном университете печати и с того же года являлся её заведующим.
Жил в Москве. Занимался общественной, просветительской и благотворительной деятельностью, являлся председателем правления Благотворительного фонда «Будущее Отечества» им. В. П. Поляничко.
Скончался в Москве в ночь на 15 декабря 2019 года. Похоронен 17 декабря на Троекуровском кладбище.
Избран действительным членом Российской академии естественных наук (1993), Российской академии политологических наук (1995), Академии русской словесности (1998).
Дочь Наталья (род. 1956), сын Константин (род. 1961).

#### Гостелерадио СССР
Решение о назначении Ненашева на должность Председателя Гостелерадио СССР было принято в апреле 1989 года. Причина — жёсткая критика его предшественника Александра Аксёнова на апрельском Пленуме ЦК КПСС в связи с заявлением 21 апреля 1989 года в эфире программы «Взгляд» режиссёра Марка Захарова о необходимости похоронить Ленина «по-христиански». Михаил Горбачёв предложил кандидатуру Ненашева на Политбюро ЦК КПСС.
По словам Ненашева, перед ним стояла задача «остановить проявления того вольнодумства, вольтерьянства на телевидении». При этом он занял позицию, что «телевидение должно быть и пропагандистом, и источником инакомыслия — оно должно строиться по принципу альтернативы».
В то время в Гостелерадио СССР было 42 редакции (телевизионные и радио), около 7 000 сотрудников. Ненашев позвал в свою команду коллег по «Советской России»: Владимира Шилова (в редакцию пропаганды), Всеволода Богданова (в программную дирекцию), Петра Решетова, Святослава Рыбаса (в литературно-драматическую редакцию) и др. Отдел информации в то время возглавлял Эдуард Сагалаев, молодёжную редакцию — Александр Пономарёв. 

Как вспоминает Ненашев 
Я не был ни левым, ни правым, просто был реалистом, человеком от жизни, который смотрел на мир глазами шестидесятников и со времен Магнитки оценивал все явления, соотнося их только с практикой, называя все происходящее своими именами. Я понимал, что сменился герой наших передач и на смену примитивному, способному служить лишь показухе передовику производства, ударнику коммунистического труда пришел политик-реформатор, ниспровергатель и обличитель: Алкснис, Ю. Афанасьев, Оболенский, Старовойтова, Травкин…
При Ненашеве на телевидении появились сеансы Кашпировского и Чумака, целью которых было снижение уровня раздражения в обществе, утешение. Но вскоре стало ясно, что это не лечение, а «прохиндейство», и программы были закрыты.
Как руководитель прослыл либералом, не в достаточной степени ведущим линию партии. В 1989 году на июньском Пленуме ЦК прозвучали обвинения в адрес Ненашева, что на телевидении происходит очернение страны, не показывается ничего светлого и радостного. На что тот ответил:
А вам не стыдно так плохо править страной? Телевидение виновно только в том, что полнее, чем что бы то ни было, отражает происходящее в реальной жизни. <…> Телевидение не может быть лучше, чем жизнь.
На этом посту подвергался критике, по свидетельству А. Черняева: 
На ПБ в четверг был устроен разнос Ненашеву. Государственные (впрочем. народные!) средства дают на то, чтобы TV позорило, дискредитировало власть и партию! Шумели все. Рыжков устроил сцену: он не позволит, чтоб публично с экрана полоскали его жену! И если это будет еще раз, он не знаю, что сделает!
Ненашев отбивался (при поддержке Медведева) — что TV, мол, отражает то, что происходит в обществе, это его зеркало. А ему все: «черный ящик» народ уже включать не хочет — настолько жизнь оттуда ужасна и безнадежна.
В итоге был снят с должности в ноябре 1990 года.
В интервью признался, что никогда не был сторонником и поклонником телевидения:
Телевидение — это всё-таки не мысль, а прежде всего вид. На телевидении важно не быть, важно казаться, и вот это «казаться», вот эта видеокартинка, видовой ряд, — первичны. У меня этот приоритет всегда вызывает некоторое отчуждение, некоторое отрицание, даже при всём признании и величия, и могущества, и всесилия телевидения.
Точка зрения Ненашева, что журналистам на телевидение нужно приходить только после плодотворной работы в печатном издании, научившись русской словесности:
Слово первично! За словом — мысль, она всегда выражается в слове. И только когда ты освоишь слово, поймёшь слово, тогда приходи на телевидение.
При этом Ненашев признавал силу телевидения как СМИ, объединяющего информацию, кино, театр и музыку.
Сам приход в Гостелерадио СССР считал своей неудачей.

## Книги
Автор свыше 30 книг.
- 1978 — Воспитание личности (эффективность идейно-воспитательной работы). — М.: Прогресс. — 211 с.
- 1978 — Практические задания в работе пропагандиста (в соавторстве с Н. Мехонцевым и Н. Михайловым). — М.: Политиздат. — 47 с.
- 1980 — Идейно-воспитательная работа ЦК КПСС (особенности, опыт, проблемы). — М.: Политиздат. — 272 с.
- 1983 — XXVI съезд КПСС (в соавторстве с К. Яцкевичем). — М.: Политиздат. — 112 с.
- 1987 — Газета, читатель, время. — М.: Мысль. — 158 с.
- 1987 — Книга ускоряет осмысление перестройки. — М.: Издательство АПН. — 30 с.
- 1989 — Вопросы читателя — ответы издателя (отступления и комментарии А. Александрова). — М.: Книга. — 109 с.
- 1993 — Заложник времени (заметки, размышления, свидетельства). — М.: Прогресс Культура. — 364 с.
- 1993 — Последнее правительство СССР (личности, свидетельства, диалоги). — М.: Кром. — 221 с.

## Награды и премии
- 2 ордена Трудового Красного Знамени (1964, 1967)
- Орден Дружбы народов (6 ноября 1979 года)
- 2 ордена «Знак Почёта» (1961, 1970)
- Заслуженный работник культуры Российской Федерации (6 мая 1998 года) — за заслуги в области культуры и печати, многолетнюю плодотворную работу[8]
- Премия Правительства Российской Федерации 2016 года в области средств массовой информации (3 декабря 2016 года) — за персональный вклад в развитие средств массовой информации[9].